# Architecture & Morality
Az 1981-es Architecture & Morality az Orchestral Manoeuvres in the Dark harmadik nagylemeze. Ez az együttes legnagyobb kritikusi és kereskedelmi sikere, több mint hárommillió példányban kelt el. Mindössze 18 hónappal a debütáló lemez után jelent meg, ennek ellenére hatalmas zenei fejlődés tapasztalható rajta. Az album jellegzetessége a mellotron használata, mely inkább az 1970-es évek brit progresszív rock zenekaraira volt jellemző.
Többféle borító létezik a lemezhez. Az eredeti kiadás fedőlapja sárga/narancssárga, de létezik kék, szürke és zöld változat is.
Az album szerepel az 1001 lemez, amit hallanod kell, mielőtt meghalsz című könyvben.

## Az album dalai
| 1. | The New Stone Age | Andy McCluskey                        | 3:22 |
| 2. | She's Leaving     | McCluskey, Paul Humphreys             | 3:28 |
| 3. | Souvenir          | Humphreys, Martin Cooper, Dave Hughes | 3:39 |
| 4. | Sealand           | McCluskey, Humphreys                  | 7:47 |

| 1. | Joan of Arc                                | McCluskey            | 3:48 |
| 2. | Joan of Arc (Maid of Orleans)              | McCluskey            | 4:12 |
| 3. | Architecture and Morality (instrumentális) | McCluskey, Humphreys | 3:43 |
| 4. | Georgia                                    | McCluskey, Humphreys | 3:24 |
| 5. | The Beginning and the End                  | McCluskey, Humphreys | 3:48 |

## Közreműködők
- Paul Humphreys – szintetizátor, zongora, mellotron, akusztikus és elektromos ütőhangszerek, orgona, ritmusszekció programozása, rádió, melodika, ének
- Andy McCluskey – szintetizátor, mellotron, gitár, basszusgitár, ritmusszekció programozása, akusztikus és elektromos ütőhangszerek, kürt, orgona, ének
- Malcolm Holmes – dob, akusztikus és elektromos ütőhangszerek, basszusszintetizátor
- Martin Cooper – szaxofon
- Michael Douglas – szintetizátor, zongora, elektromos orgona

## Fordítás
Ez a szócikk részben vagy egészben az Architecture & Morality című angol Wikipédia-szócikk ezen változatának fordításán alapul.  Az eredeti cikk szerkesztőit annak laptörténete sorolja fel. Ez a jelzés csupán a megfogalmazás eredetét és a szerzői jogokat jelzi, nem szolgál a cikkben szereplő információk forrásmegjelöléseként.